# 裴艳玲
裴艳玲（1947年9月—），幼名裴信，女，河北肃宁人，中国河北梆子演員，一级演员，工生行，兼演京劇和崑曲，中国共产党党員，第九屆全國政協委員，中共十三大代表。

## 生平
曾任河北梆子劇院一團團長（1983年到1985年）、河北梆子劇院院長（1985年到1997年）、河北省京劇院裴艳玲劇團團長（1997年到2004年），現在是河北省京劇院院長（2004年起）。
1987年，她領銜主演彩色電影故事片《人·鬼·情》。
1985年、1995年、2009年得中国戏剧梅花奖。

## 作品
主要演出作品《宝莲灯》在1976年拍成彩色河北梆子電影；《哪吒》1982年拍成彩色河北梆子電影。
曾到台灣、法國、英屬香港、新加坡等許多國家表演。
與台灣國立國光劇團在台灣國家戲劇院合作《鬧天宮·將相和·坐宮》、《伐東吳》、《龍鳳呈祥》、《鍾馗》幾部京劇，已出版光碟。

## 奖项和荣誉
2009年4月13日與顧薌同時進入第24届中国戏剧梅花奖梅花大奖终评，2009年5月18日第3次得到梅花獎，是史上得梅花大獎（3度得梅花獎）第4人（前3位是2002年的尚長榮；2007年的茅威濤和宋國鋒），同時是史上第2位得3度梅花獎的女性（第1位是茅威濤）。

## 外部連結
- "裴艷玲"
- 官方網站